# JQuery
jQuery este o platformă de dezvoltare JavaScript, concepută pentru a ușura și îmbunătăți procese precum traversarea arborelui DOM în HTML, managementul inter-browser al evenimentelor, animații și cereri tip AJAX. jQuery a fost gândit să fie cât mai mic posibil, disponibil în toate versiunile de browsere importante existente, și să respecte filosofia "Unobtrusive JavaScript". Biblioteca a fost lansată in 2006 de către John Resig .

## Caracteristici
jQuery se poate folosi pentru a rezolva următoarele probleme specifice programării web:
- selecții de elemente în arborele DOM folosind propriul motor de selecții open source Sizzle, un proiect născut din jQuery [4]
- parcurgere și modificarea arborelui DOM (incluzând suport pentru selectori CSS 3 și XPath simpli)
- înregistrarea și modificarea evenimentelor din browser
- manipularea elementelor CSS
- efecte și animații
- cereri tip AJAX
- extensii ( vezi mai jos )
- utilităti - versiunea browser-ului, funcția each.

## "Hello world" în jQuery
Cunoscutul program "Hello world" în jQuery.
```
$
(
document
).
ready
(
function
(){

   
$
(
'body'
).
html
(
'Hello world!'
);

});

```

## Extensii
Plugin-urile sau extensiile sunt unele dintre cele mai interesante aspecte ale jQuery. Arhitectura sa permite programatorilor să dezvolte subaplicații bazate în biblioteca principală care extind funcțiile de bază jQuery cu funcții specifice plugin-ului. În acest fel biblioteca principală poate ocupa foarte puțin spațiu, iar extensiile necesare în anumite pagini web pot fi încarcate la cerere, doar când este nevoie de ele. Există un set de extensii principal numit jQuery UI( jQuery User Interface) . jQuery UI ofera un set de extensii pentru interactivitate de bază, efecte mai complexe decât cele din biblioteca de bază și teme de culori. Avantajul jQuery UI față de alte extensii este că dezvoltarea și testarea acestor componente se face în paralel cu dezvoltarea bibliotecii principale, minimizând riscul de incompatibilitate. 
Orice programator poate crea o extensie și jQuery oferă publicare în catalogul de pe pagina proiectului în diversele categorii disponibile .

## Licență
jQuery este un software liber, open-source licențiat sub licența MIT și GNU General Public License.